# アクトシティ浜松
アクトシティ浜松（アクトシティはままつ）は、静岡県浜松市中央区にある複合施設群である。浜松駅北東に位置し、市有施設と民有施設によって構成される。

## 概要
アクトシティは、
- Aゾーン（板屋町111-1、市有）：大ホール、中ホール、コングレスセンター
- Bゾーン（板屋町111-2、民有）：アクトタワー（複合商業ビル）
- Cゾーン（中央三丁目12-1、市有）：展示イベントホール
- Dゾーン（中央三丁目9-1、市有）：浜松市楽器博物館、研修交流センター

の4つのゾーンからなる。各ゾーンは2階の高さで回廊で結ばれ、動く歩道も設けられている。回廊はJR東海の浜松駅まで伸びている。
旧国鉄浜松駅周辺の連続立体交差事業による貨物駅機能の同市中央区森田町への移転（現：西浜松駅）に伴って市が森田町の土地の代わり（換地）として取得した貨物駅跡地と、後に国鉄清算事業団から市が約400億円で取得した土地をあわせて一体開発した。
浜松市と第一生命保険（以下、第一生命）、三菱地所が事業主体となり、1991年に建設を開始、1994年10月7日に落成した（Dゾーンのみ1995年4月落成）。Bゾーンの土地は超高層ビルの建設を含む開発整備の実施を条件として、複数の共同企業体による建築設計競技（コンペ）を経て、市から第一生命と三菱地所に約567億円で売却されたものである。当施設の建設事業は駅跡地という空き地を開発したものであるため、厳密には再開発事業ではない。

### Aゾーン（ホール、コングレスセンター）
大ホールでは日本初となる四面舞台を活用してオペラやオーケストラ演奏会のほか各種学会などが行われることも多い。施設は、浜松都市圏の人口規模に比較して充実しているといえる。
中ホールには仏パスカル・コワラン社製のパイプオルガン（64ストップ、パイプ本数4,478本）が設置されており、演奏会などのほか、各種学会や入学式なども行われている。聖隷クリストファー大学は入学式をパイプオルガンコンサート形式で行っている。クラシック音楽専門のホールとして音質設計がされており、音が空から降り注いでくるように聞こえる。浜松出身の鈴木重子など、ここでのコンサートを行う音楽家も多い。
大・中ホールとも、地元企業であるヤマハによる音響設計が行われている。駅前という立地条件から、鉄道からの騒音・振動を充分に遮る遮音性能をもたせている。
このほか大小の会議室も設置されている。
スーパー戦隊シリーズの『宇宙戦隊キュウレンジャー』の第一話に登場。

### Bゾーン（浜松アクトタワー）
Bゾーンは超高層ビルの浜松アクトタワーである。地上45階建で最高部の高さは212.77mであり、ビルとしては静岡県で一番高い。中部地方・東海地方では5番目に高く、日本三大都市圏以外では最も高いビルである。外観は「音楽の町・浜松」を意識して、ハーモニカをモチーフにしている。
オークラアクトシティホテル浜松をはじめ、多くの企業や店舗が入居する、浜松市のランドマークである。周辺の再開発が進む2022年（令和4年）時点においても、周辺3棟の地上30階程度のタワーマンションなどの約2倍の高さを誇る。
ビルは東西側から見るとビール瓶のように上部がくびれた形状となっている。このくびれ部分より上部はホテル、下部はオフィスや店舗であり、柱の間隔が異なっている。上部の荷重を下部の柱に均等に分散させるため、このくびれ部分（28階・M28階〈中28階・28階の半階上〉）はスーパートラスと呼ばれる柱を複雑に組み合わせた構造体になっており、作業用ゴンドラなどの格納場所や機械室として利用されている。
この地方に吹き付ける「遠州のからっ風」と呼ばれる強風によって居住性が悪化するのを防ぐ目的で、アクティブ制振装置（三菱重工業製）が最上階の45階に2基設置されている。1cm以上の揺れを検知した場合に1基約90トンの振り子をコンピュータ制御で動かすことによって、揺れを打ち消すようになっている。
テレビドラマ『古畑任三郎』（第3シリーズ第2話「その男、多忙につき」）の撮影が、当ビル、および駅南にあった富士ハウス本社ビルを利用して行われた。
屋上に防災用のヘリポートを備えるほか、浜松市消防局の火災監視用カメラ、テレビ局のお天気カメラ、コミュニティ放送局「FM Haro!（浜松エフエム放送）」のラジオ送信設備などが設置されている。また、NHK浜松支局とNHK鼠野ラジオ放送所を結ぶ線上にあり、浜松支局からラジオ放送所に向けて発信している中継用のマイクロ波 (STL) を建物が遮り減衰させてしまうため、屋上にラジオ用のマイクロ波中継設備を備えている。

### Cゾーン（展示イベントホール）
展示会などのイベント用に設計された大規模なホールである。
- 広さは3,500m2（35m×99m）であり、間仕切りを設置することにより以下の3区画に分割可能。
  - 第1ブロック：1,100m2（35m×31m）
  - 第2ブロック：1,300m2（35m×37m）
  - 第3ブロック：1,100m2（35m×31m）
- 天井高：12m
- 床荷重：2.0t/m2
- 搬入口：W4.680m×H4.000m

展示イベントホールはプロレス興行で使用される例が多く、新日本プロレスが2013年8月1日に「2013 G1 CLIMAX」開幕戦を開催している。

### Dゾーン（浜松市楽器博物館、研修交流センター）

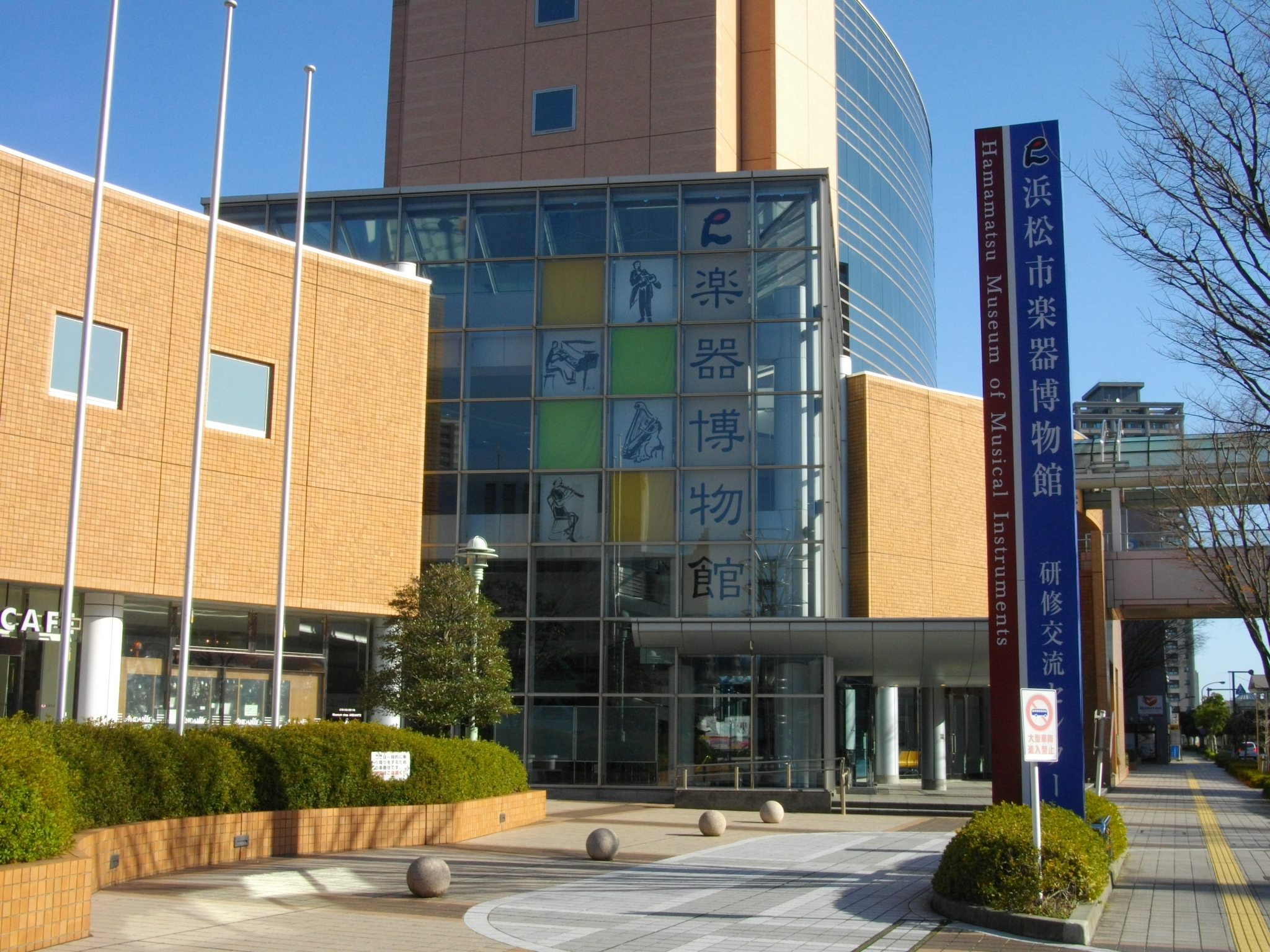
浜松市楽器博物館

浜松市楽器博物館（はままつし がっきはくぶつかん）は1995年4月に開館した。全国で唯一の公立の楽器博物館で、東洋最大の楽器博物館でもある。
日本や世界中の様々な楽器の展示の他、明治時代の初め、日本の学校教育に取り入れられた音楽や浜松の楽器産業の歴史、日本の雅楽などの楽器の展示にここならではの特徴が見られ、「楽器の町・浜松」らしい博物館になっている。2006年3月21日に、リニューアルオープンした。
近所にある、浜松科学館との間で協力関係にあり、楽器博物館の入場者は、科学館で割引。同じく、科学館の入場者は、楽器博物館で割引などの特典がある。また、研修交流センターでは、市内にある静岡文化芸術大学やアクトシティ内に設置されているアクト音楽院（音楽祭の実施や若手音楽家の育成を行う専門学校）等からの協力により、楽器製造に関する交流を始めとして、クラシック音楽等に関するセミナーを実施。

## 郵便番号
アクトタワー（Bゾーン）
430-77xy：xyは階層が入る（例：1階…430-7701、45階…430-7745、地階・階層不明…430-7790）
それ以外（A・C・Dゾーン）
430-7790：タワーの「地階・階層不明」と同じ

## 運営・所有
市有施設と民有施設の複合体であることから第三セクター方式による運営であると思われがちであるが、市有施設の運営は財団法人浜松市文化振興財団に、民有施設の運営はオリックス傘下の株式会社アクトシティマネジメントに分離されている。
市有部は黒字運営を達成しており、文化事業の実施によって市からの補助金を受給しているものの、税金からの損失の補填はない。2005年4月1日には、それまで市有部分の管理運営をしていた財団法人アクトシティ浜松運営財団を、アクトシティ以外の文化施設の管理運営をしていた財団法人浜松市文化協会と統合し、浜松市文化振興財団に再編した。2021年6月1日に浜松市浜名区新都田に「サーラ音楽ホール」（一般席1414席）がオープンしたが、浜松市ではアクトシティ浜松は国際的な音楽コンクールやプロの演奏家がイベントを行う場、サーラ音楽ホールはアマチュア楽団が練習や発表を行う場として役割を分ける方針である。
民有のBゾーン（浜松アクトタワー）は、開業がバブル崩壊後であったことから当初の入居率はわずか45%程度、その後も高額な賃料負担が重荷になったテナントが相次いで退去するなど空室が目立ち、2000年代に入っても入居率は70%台と低迷した。2003年には建築主・オーナーの第一生命保険と三菱地所は、不動産信託し受益権をオリックスのSPC「アクトシティ・インベストメント有限会社」に売却し、第一生命保険と三菱地所が出資する運営会社の株式会社アクトシティコーポレーションは解散した。2016年4月には、オリックス不動産投資法人が118億円で取得した。リーマン・ショックや新型コロナ禍による入居率の変動はあるものの、2019年時点で入居率は95%を超えるまでに回復した。Bゾーンは市が関与しない民間の超高層テナントビルであり、所有する民間法人の経営状況や経営判断によっては、今後も資金調達の手段として売却され運営法人が変わる可能性がある。

## 周辺再開発との関係
アクトシティの建設は、楽器の街（工業都市）から音楽の街（文化都市）への変革をめざす市の文化政策と、アクトタワーを起爆剤に中心市街地の高度利用を促し都心への人口回帰をめざす都市政策の一環としてバブル景気のさなかに企画・決定された。完成当時の市の人口は55万人ほどであったにもかかわらず、東海地方の中心都市である愛知県名古屋市を上回る高層の建築物を作ることができた。
しかし完成時には既にバブル崩壊が起こっていたため、当初計画していたアクトシティを呼び水とする周辺再開発は停滞。具体的な動きを見せるのは2000年以降である。文化政策面では市や県の主催する多くの文化事業に使用され、浜松国際ピアノコンクールや静岡国際オペラコンクールなどの国際コンクールの会場としても使用されている。
民有部のアクトタワーの稼動率の低さが当初懸念されてきたが、現時点では改善した。多くの国際ピアノコンクールの第1次予選が空席の中、浜松国際ピアノコンクールの第一次予選のチケットは即完売になるまで成長した。
オフィス部に関しては浜松市の政令市移行以降、入居率が上昇しており入居率は95%超と建設以来最高の入居率を記録している。

## 事件・事故・争議

### アクトタワー空中権訴訟
アクトタワー建設にあたっては、Bゾーン単体では法律で認められている容積率（600%）をオーバーするため、隣接する市有のAゾーンの地上高を低く抑え、残りの容積率を民有区画であるタワー建設のために使用する空中権取引が行われたが、この際に空中権の利用に関する契約を結んでおらず、対価も受け取っていないことから、公有財産である空中権の管理を怠り市に損害を与えたとして、市長に対し、空中権の使用対価を企業側に請求するよう求める訴訟を市民グループから起こされた。
1999年3月26日、静岡地方裁判所は、住民監査請求期限を過ぎているとして訴えを退けたうえで、空中権は公有財産にあたらず、その管理は市の裁量に委ねられるとする判断を示した。

### 中ホール消火設備誤作動事故
1996年5月20日、中ホールのスプリンクラー作動ボタンに注意書きを貼ろうとした綜合警備保障の警備員が誤って作動ボタンを押してしまい、パイプオルガンが水びたしとなる事故があった。パイプオルガンは製造元のパスカル・コワラン社と組み立てを行ったヤマハの技術者によって解体され、フランスにあるコワラン社の工房で修復された。1999年1月にはパイプオルガン復旧記念コンサートが開かれた。
再発防止策としてスプリンクラーからの水がパイプオルガンにかからないよう改修されたため、パイプオルガンに延焼した場合は別途消火作業を行う必要がある。

## 交通アクセス

### 鉄道
- JR東海の浜松駅から徒歩で約2分（2階連絡通路あり）。
- 遠州鉄道の新浜松駅から徒歩で約5分。

### バス
- 浜松駅バスターミナルから徒歩で約2分（地下連絡通路あり）。
- 遠鉄バス 90・96 掛塚さなる台線・91 鶴見富塚じゅんかん「アクトシティ」バス停から徒歩で約1分。

### 道路交通
- 東名高速道路　浜松IC・浜松西ICからそれぞれ車で約30分。三方原SICから車で約20分。
- 駐車場はアクトシティ地下駐車場（有料：約600台収容）および周辺の有料駐車場を利用。